# Morton Grove (Illinois)
Morton Grove es una villa ubicada en el condado de Cook en el estado estadounidense de Illinois. En el Censo de 2010 tenía una población de 23270 habitantes y una densidad poblacional de 1.765,84 personas por km².

## Geografía
Morton Grove se encuentra ubicada en las coordenadas 42°2′32″N 87°47′20″O / 42.04222, -87.78889. Según la Oficina del Censo de los Estados Unidos, Morton Grove tiene una superficie total de 13.18 km², de la cual 13.18 km² corresponden a tierra firme y (0%) 0 km² es agua.

## Demografía
Según el censo de 2010, había 23270 personas residiendo en Morton Grove. La densidad de población era de 1.765,84 hab./km². De los 23270 habitantes, Morton Grove estaba compuesto por el 66.19% blancos, el 1.2% eran afroamericanos, el 0.18% eran amerindios, el 28.05% eran asiáticos, el 0.04% eran isleños del Pacífico, el 1.68% eran de otras razas y el 2.66% pertenecían a dos o más razas. Del total de la población el 6.46% eran hispanos o latinos de cualquier raza.